# Cerro Tololo Inter-American Observatory
Cerro Tololo Inter-American Observatory je astronomická observatoř ležící poblíž města Vicuña v severním Chile, v nadmořské výšce 2200 metrů. Největším přístrojem je zde dalekohled Victor M. Blanco o průměru 4 m. 

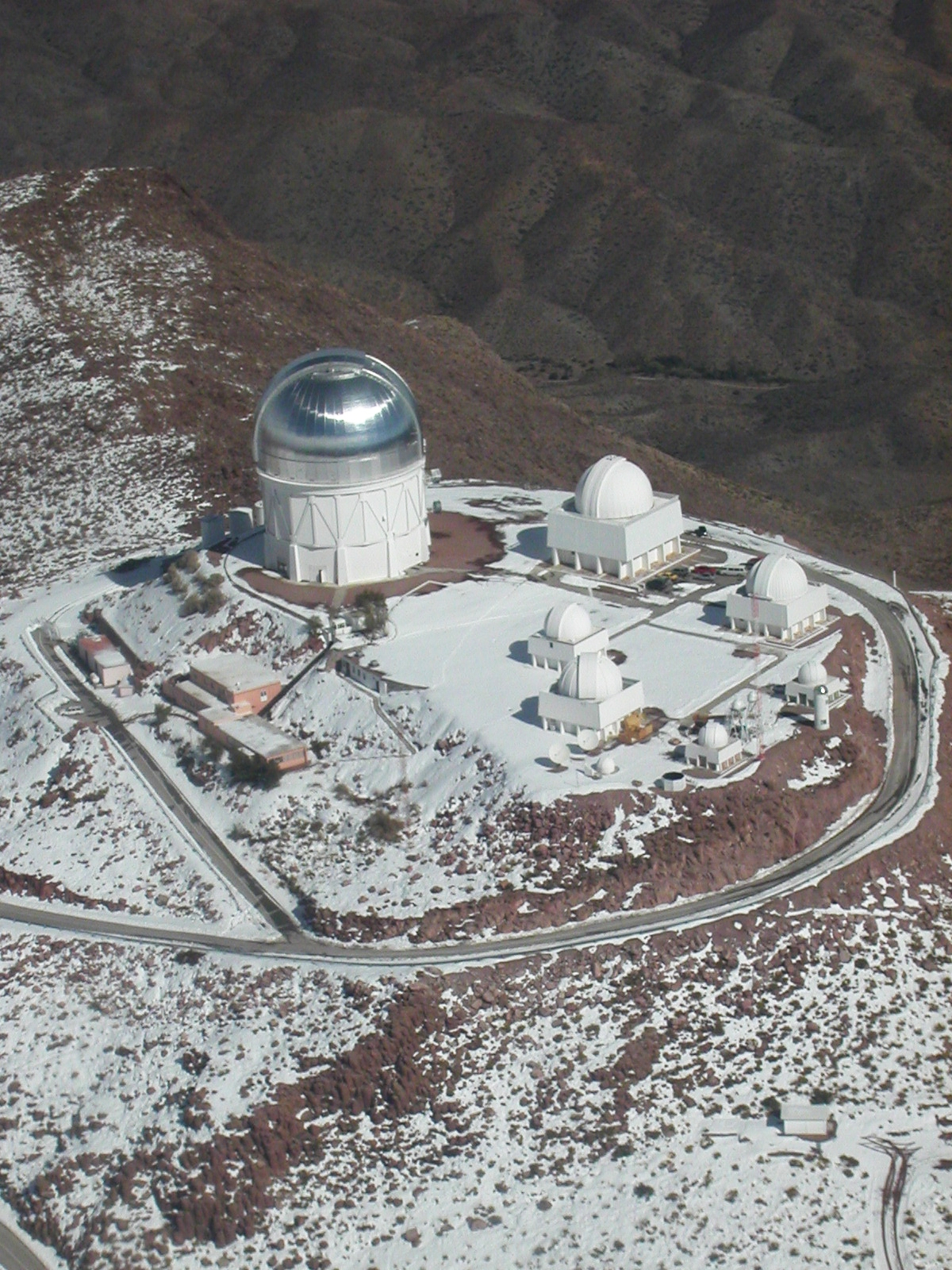
Cerro Tololo Inter-American Observatory

Je součástí americké National Optical Astronomy Observatory (NOAO), kterou spravuje konsorcium Association of Universities for Research in Astronomy (AURA).

## Historie
Observatoř byla postupně vybudována v průběhu 60. let 20. století na pozemcích, které asociace AURA v této oblasti zakoupila. V jejich středu se nachází hora Cerro Tololo, na níž byly umístěny hlavní dalekohledy. Největším z nich byl 4metrový zrcadlový Victor M. Blanco Telescope, jehož instalace byla dokončena roku 1975.
V jihovýchodní části území patřícího observatoři leží hora Cerro Pachón, na níž se budují nové velké teleskopy, a sice 8metrový Southern Hemisphere Gemini a 4,2metrový SOAR.
Na poměrně rozsáhlých pozemcích patřících k observatoři původně žila také řada rolníků a pastevců, kterým na nich bylo i po zakoupení území asociací AURA nadále povoleno hospodařit. Tito však postupně odešli za lepší prací do blízkých měst, takže v současné době je místo prakticky vylidněné, díky čemuž získává ráz nedotčené přírody a vrací se sem mnoho ohrožených druhů rostlin a živočichů.